# Barbara D'Urso
Maria Carmela D'Urso, detta Barbara (Napoli, 7 maggio 1957), è una conduttrice televisiva e attrice italiana.
Ha debuttato in televisione alla fine degli anni settanta, partecipando ad alcune delle prime produzioni della nascente Telemilano 58 (poi divenuta Canale 5) e al programma della Rete 2 Stryx. Nel decennio successivo ha avviato anche la carriera d'attrice, partecipando a diversi film per il piccolo e grande schermo, proseguendo parallelamente la sua attività in televisione. Nel corso degli anni novanta è stata iscritta per un breve periodo all'albo dei giornalisti e ha lavorato per alcuni settimanali e mensili. Dal 2003 al 2023 ha lavorato come conduttrice televisiva in esclusiva su Canale 5. Ha condotto diverse edizioni del Grande Fratello, nonché altri reality show, spettacoli di intrattenimento e, dal 2008, programmi di infotainment. È anche un'autrice di libri: ha scritto otto volumi, sette pubblicati dalla Mondadori e uno dalla Nuova Eri.

## Biografia

### Primi anni
Prima figlia di Rodolfo D'Urso, originario di Laurenzana (in provincia di Potenza), e di Vera Pentimalli, originaria di Sant'Eufemia d'Aspromonte (in provincia di Reggio Calabria). Rimane orfana della madre il 23 agosto 1968, ad appena 11 anni. Ha cinque fratelli: Daniela (1960) e Alessandro (1965), nati, come lei, dal primo matrimonio del padre, e Riccardo (1970), Fabiana (1973) ed Eleonora (1975), nati dal secondo matrimonio del padre con Wanda Randi, donna che Barbara considera la sua seconda madre. Trascorre la sua infanzia a Napoli fino a 19 anni, quando poi parte per Milano, per tentare di entrare nel mondo della moda seppur contro il parere del padre, con il quale i rapporti si inasprirono. Con il passare del tempo, e grazie all'intervento della seconda moglie Wanda, riuscì a ricucire un rapporto con il padre che durò fino alla morte dello stesso, avvenuta il 27 dicembre 1996.

### Gli inizi nel mondo dello spettacolo

Positano, 1991. Barbara D'Urso (seconda da sinistra), conduttrice insieme a Carlo Massarini del concorso di bellezza "New Model Today", tiene a battesimo l'esordio della sedicenne Charlize Theron (alla sua sinistra).

Non avendo potuto debuttare come modella perché era poco alta, inizia come showgirl nel 1977 su Telemilano 58 con il nome di "Barbara" (in quanto "Maria Carmela" venne giudicato troppo meridionale dai dirigenti della TV lombarda, che nel 1980 cambierà nome in Canale 5, divenendo un network a diffusione nazionale) con il programma televisivo Goal, accanto a Diego Abatantuono, Teo Teocoli, Giorgio Porcaro e Massimo Boldi e lavorando come annunciatrice televisiva e valletta al fianco di Claudio Lippi.
Nel 1978 passa in Rai per partecipare a Stryx su Rai 2, esperienza più volte riproposta e ricordata a causa dell'esibizione dell'esordiente attrice in un sensuale balletto nel quale si è mostrata in topless; questo programma fu censurato dalla stessa Rai perché i contenuti vennero ritenuti troppo scandalosi. Nel 1979 partecipa al programma Che combinazione, in onda sulla stessa rete, mentre l'anno successivo affianca Pippo Baudo nella conduzione di Domenica in su Rai 1, edizione alla quale collaborano anche Antonio Ricci, Beppe Grillo e il compagno dell'epoca Memo Remigi. In vista della sua partecipazione a Domenica in le viene proposta, dal produttore discografico Mauro Rapallo, l'incisione del 45 giri Dolceamaro/Se mi guardi così, pubblicato nel 1980 per l'etichetta discografica "Targa": il brano Dolceamaro venne così utilizzato come sigla di coda dell’edizione 1980-81 di questo programma.

### Il debutto nel cinema
Il suo debutto al cinema risale al 1982 con il film Erba selvatica di Gianfranco Campigotto, a cui seguono Blues metropolitano di Salvatore Piscicelli (1985, interamente girato nella sua Napoli e omaggio alla città attraverso la musica) e Vogliamoci troppo bene di Francesco Salvi (1989). In questi anni recita in numerose serie televisive come Delitto in via Teulada (1979, di Aldo Lado), questa avente puntate di 15 minuti e che viene in seguito unita in un unico film, uscito al cinema come La casa rossa (1981, di Luigi Perelli), dove la D'Urso è al fianco di Alida Valli, e Skipper (1984, di Roberto Malenotti). Sono di questo periodo i servizi fotografici per le riviste Playboy e Playmen nei quali la D'Urso appare senza veli. Nel 1982 prende parte a Giorno dopo giorno, una serie in 20 puntate trasmessa in prima serata su Rete 4 (emittente all'epoca di proprietà della Mondadori e non ancora appartenente al gruppo Fininvest), in cui recita anche una giovanissima Maria Teresa Ruta, e che è considerata la prima produzione italiana classificabile come telenovela.

### Varietà
Negli anni ottanta conduce e partecipa a numerosi programmi televisivi, tra cui i varietà Forte fortissimo e Fresco fresco, entrambi del 1982 e in onda su Rai 1, ultime trasmissioni a cui partecipa prima di ritornare nel mondo del cinema. Dopo le sue prime esperienze da attrice, nel maggio 1987 torna in televisione con il programma Una serata da campioni, trasmissione della rete ammiraglia della televisione pubblica, condotto insieme a Carlo Massarini, Gianni Rivera e Mabel Bocchi, seguito nella stessa estate da La lunga notte di Biancaneve, uno speciale andato in onda in prima serata su Rai 1 il 17 luglio e registrato a Roma nella Villa Doria Pamphilj. Tra la fine degli anni ottanta e i primi anni novanta collabora come giornalista con i mensili Moda e King, diretti da Vittorio Corona, ma poi è stata radiata dall'albo dei giornalisti poiché aveva partecipato ad alcune pubblicità per la carta stampata.
Nel 1992 prende parte ad un episodio della serie televisiva di Rai 1 Bony e compare nel film Non chiamarmi Omar, quest'ultimo sceneggiato da Sergio Staino e da Francesco Tullio Altan e prodotto da Rai 3 e da Mauro Berardi, suo compagno in quel periodo. L'anno successivo segna il suo debutto teatrale con la commedia Appuntamento d'amore, mentre nel 1994 la casa editrice della radiotelevisione pubblica Nuova ERI pubblica il libro Debole è la carne, opera nella quale la D'Urso inserisce 19 interviste a personaggi famosi come Eva Robin's, Ornella Muti e Piero Chiambretti. Nello stesso anno conduce, sempre sulla stessa rete, la serata dedicata all'assegnazione delle Grolle d'oro. Torna sul grande schermo nel 1995 partecipando ai film Mollo tutto, diretto da José María Sánchez, in cui interpreta la moglie di Renato Pozzetto, e Romanzo di un giovane povero di Ettore Scola. Nello stesso anno lavora per Odeon TV conducendo il talk show sentimentale Per amore - Dove porta il sentimento.

### Il successo conLa Dottoressa Giò(1995-1998)
Nel novembre del 1995 va in onda, in prima serata su Canale 5, il film TV La dottoressa Giò - Una mano da stringere, in cui l'attrice interpreta la protagonista, Giorgia Basile detta "Giò", una ginecologa di un ospedale pubblico; da questo film venne tratta in seguito la serie televisiva La dottoressa Giò, in onda per due stagioni (1997 e 1998) su Rete 4.

### Gli altri impegni in TV
Il 2 marzo 1996 torna a condurre programmi televisivi su Rete 4 con Agenzia, nuova versione del programma Agenzia matrimoniale portato al successo da Marta Flavi, in onda il sabato pomeriggio per tutta la primavera. Torna in seguito in Rai per condurre, nella stagione televisiva 1996-1997, i programmi mattutini del fine settimana di Rai 2 Mattina in famiglia e Mezzogiorno in famiglia accanto al noto giornalista Tiberio Timperi, dei quali presenta anche uno speciale natalizio in onda nel pomeriggio del 25 dicembre 1996. Il 24 agosto 1998 presenta il Festival di Napoli, trasmesso in diretta televisiva su Rete 4, e nello stesso anno prende parte alla fiction di Rai 2 Le ragazze di piazza di Spagna, sempre di Sànchez.
Nel 1999 partecipa ai film Il manoscritto di Van Hecken di Nicola De Rinaldo, e Tutti gli uomini del deficiente di Paolo Costella, con soggetto della Gialappa's Band. Sempre nel 1999 è tornata a recitare in teatro con la commedia E meno male che c'è Maria, al fianco di Enrico Montesano ed Enzo Garinei, per la regia di Pietro Garinei: lo spettacolo fu replicato nei teatri italiani fino al 2001.
Nel 2001 è protagonista con Tosca D'Aquino, Mietta, Maria Rosaria Omaggio e Guia Jelo della miniserie televisiva Donne di mafia, per la regia di Giuseppe Ferrara andata in onda su Rai 2 con un buon successo di pubblico. Appare poi in un breve cameo nella sitcom giovanile di Italia 1 Via Zanardi, 33, e nell'autunno 2002 recita al fianco di Marco Columbro in un'altra sitcom, Ugo, in onda su Canale 5 alla domenica pomeriggio, nel corso di Buona Domenica. Nell'estate dello stesso anno torna anche in teatro con Lisistrata di Walter Manfrè, spettacolo nel quale ha interpretato il ruolo della stessa Lisistrata, la protagonista.

### La conduzione delGrande Fratello(2003)
Nel 2003 conduce la terza edizione del Grande Fratello, reality show di Canale 5, in sostituzione di Daria Bignardi. Rimane alla guida della trasmissione per 3 edizioni consecutive, in onda rispettivamente nelle stagioni invernali-primaverili 2003 e 2004 e nell'autunno dello stesso anno, riscuotendo un grande successo televisivo. In particolare, una puntata della quarta edizione supera negli ascolti una serata del Festival di Sanremo 2004, evento mai accaduto prima nella storia della televisione.
Il 2004 è un anno particolarmente ricco e impegnativo per la D'Urso in quanto, oltre a 2 edizioni ravvicinate del Grande Fratello, vanno in onda le serie televisive Orgoglio, Noi, Una donna scomoda e Rocco che la vedono tra i protagonisti. Nello stesso anno torna anche al cinema, recitando nel film Per giusto omicidio con la regia di Diego Febbraro. Nella primavera del 2005 prende ancora una volta il posto della conduttrice Daria Bignardi nel reality show La fattoria, conducendo la seconda e la terza edizione. In questo periodo gira anche la fiction Ricomincio da me di cui interpreta la protagonista, per la regia di Rossella Izzo, in onda su Canale 5 tra la fine del 2005 e l'inizio del 2006, stesso mese in cui va in onda la puntata pilota di Lo show dei record, condotto con la partecipazione di Raul Cremona.
Nell'estate del 2005 presenta la serata speciale del Trofeo Birra Moretti, in onda su Canale 5, esperienza replicata anche nelle due estati successive, mentre dal settembre del 2006 avvia la conduzione di un ulteriore reality show, Reality Circus, interrotto dopo un mese dalla partenza per bassi risultati in termini di ascolti. A partire da marzo 2007 conduce Uno due tre stalla, ennesimo reality show che riceve molti giudizi negativi a causa delle violente polemiche e dei pesanti litigi tra i concorrenti e non solo. Nello stesso anno torna in teatro con La vedova scaltra di Walter Manfrè e Il letto ovale di Gino Landi.

### Le trasmissioni diinfotainment(2008-2018)
A partire dal 21 gennaio 2008, inizia a lavorare nella fascia mattutina di Canale 5 con il nuovo contenitore di infotainment Mattino Cinque, curato dalla testata giornalistica Videonews e da lei condotto insieme a Claudio Brachino, direttore della predetta testata, nato soprattutto per risollevare gli ascolti dell'ammiraglia Mediaset nelle prime ore della giornata.
Pochi mesi più tardi, in seguito ai buoni consensi ottenuti dalla puntata pilota, si cimenta anche nella conduzione della prima edizione di Lo show dei record, programma dedicato al Guinness dei primati. Tra il 2008 e il 2009 la conduttrice è impegnata in molti programmi: oltre alla conduzione di Mattino Cinque le viene affidata anche la fascia pomeridiana di Canale 5 con un programma dal taglio simile, Pomeriggio Cinque, anche questo curato dalla testata Videonews, ma incentrato sulla cronaca rosa (in seguito anche sulla cronaca nera) e sui resoconti dei reality show in onda sulle reti Mediaset. Nella prima parte della stagione la conduttrice conduce, insieme a Luca Laurenti, il programma di prima serata Fantasia, che però, dopo 3 puntate, viene cancellato a causa dei bassi risultati d'ascolto. Nella primavera successiva conduce in prima serata su Canale 5 la seconda edizione di Lo show dei record, che riscuote ottimi risultati d'ascolto consolidando un periodo di particolare notorietà e apprezzamento della conduttrice da parte del pubblico.
Nel settembre 2009 lascia la conduzione di Mattino Cinque, sostituita da Federica Panicucci, per proseguire la conduzione di Pomeriggio Cinque e impegnarsi nella realizzazione del nuovo contenitore domenicale di Canale 5 Domenica Cinque, anche questo gestito dalla testata giornalistica Videonews, in onda la domenica dalle 13.35 alle 19.00 e costruito sul modello dei programmi giornalieri di successo. Dal 7 giugno al 9 luglio 2010 conduce A gentile richiesta, talk show del preserale estivo di Canale 5. Tra il 2010 e il 2011 torna alla guida di Pomeriggio Cinque e Domenica Cinque, abbandonando tuttavia la conduzione di quest'ultimo dal mese di gennaio, venendo sostituita da Federica Panicucci e Claudio Brachino, per approdare nello stesso periodo in prima serata su Canale 5 con la conduzione del varietà Stasera che Sera, anch'esso prodotto dalla testata Videonews, ma sospeso dopo due puntate a causa dei bassi risultati di ascolto e delle molte accuse di volgarità ricevute. Conduce anche il veglione di Capodanno di Canale 5, in onda la notte del 31 dicembre e intitolato Capodanno Cinque
Nel novembre del 2010, edito dalla Arnoldo Mondadori Editore, viene pubblicato il libro Più forti di prima, nel quale la conduttrice inserisce 15 storie di donne ribellatesi alla violenza alla quale sono sottoposte: le storie vengono tratte da vicende narrate nei contenitori pomeridiani Pomeriggio Cinque e Domenica Cinque. Dopo aver condotto Pomeriggio Cinque Estate, programma voluto e ideato da Massimo Donelli, anche tra il 2011 e il 2012 è al timone di Pomeriggio Cinque e nell'autunno del 2011 conduce, in prima serata su Canale 5 il lunedì, il talent sul ballo Baila!, che dopo il successo della prima puntata con oltre 4 milioni di spettatori e il 19% di share viene poi cancellato a causa dei bassi ascolti conseguiti nella seconda e terza puntata. A novembre 2010 viene pubblicato il suo terzo libro, l'autobiografia Tanto poi esce il sole, per la casa editrice Arnoldo Mondadori Editore, mentre la sera del 31 dicembre per il secondo anno consecutivo presenta Capodanno Cinque assieme a Veronica Ciardi, Margherita Zanatta, Serena Garitta e Marco Ceriani. Tra il 2012 e il 2013 conduce per la quinta volta consecutiva Pomeriggio Cinque.
Il 4 novembre 2012 viene chiamata a condurre, oltre al talk pomeridiano, anche la nuova edizione di Domenica Live, anch'essa curata da Videonews, in sostituzione di Alessio Vinci e Sabrina Scampini. La sera del 31 dicembre presenta per la terza volta Capodanno Cinque, ottenendo contro lo storico veglione di Rai 1 2,7 milioni e il 16% di share. Sempre nel 2012 pubblica il suo quarto libro Ma credo ancora nell'amore - Sopravvivere alle ferite del cuore, edito dalla Mondadori. Il 2 aprile 2013 pubblica il suo quinto libro Ecco come faccio, edito sempre dalla Mondadori.
Il 28 aprile 2013 termina la prima edizione di Domenica Live che ha avuto una media di circa 2 200 000 telespettatori e il 12% di share. A giugno conduce uno speciale televisivo sul canale albanese Agon Channel, Kontrata per Shqiperine, programma giornalistico in cui ha intervistato i tre candidati delle elezioni presidenziali albanesi.
Tra il 2013 e il 2014 conduce, per la sesta stagione consecutiva, Pomeriggio Cinque e, per la seconda stagione consecutiva, Domenica Live ottenendo un aumento degli ascolti in entrambi i programmi consentendo così a Canale 5 di superare Rai 1 negli ascolti; nello stesso periodo pubblica, con Mondadori, il libro Ti si legge in faccia - I segreti del linguaggio del corpo che ti cambieranno la vita. Nella stagione 2014-2015 la D'Urso è al timone di Pomeriggio Cinque per la settima stagione consecutiva e di Domenica Live per la terza edizione consecutiva (record del 16% di share in media contro il 14% di Domenica in condotto da Paola Perego) Alla fine dell'anno pubblica il libro Se lo desideri accade, sempre per Mondadori. Tra il 2015 e il 2016 la vede impegnata nell'ottava edizione di Pomeriggio Cinque (in onda dal 31 agosto 2015) e nella quarta edizione di Domenica Live (dal 27 settembre). Nel 2016 pubblica un nuovo libro per la Mondadori, Quanti anni mi dai? I miei segreti per essere bella sempre. Tra il 2016 e il 2017 è alla guida della nona edizione di Pomeriggio cinque e della quinta edizione di Domenica Live. Tra il 2017 e il 2018 conduce per il decimo anno Pomeriggio Cinque e per il sesto Domenica Live.
Nel marzo dello stesso anno viene scelta da Mediaset per condurre la quindicesima edizione del Grande Fratello, reality che ha condotto anche dalla terza alla quinta edizione.

### Il ritorno alla recitazione e l'addio a Mediaset (2018-2023)
Nel 2018 recita in una piccola parte del film Il Vegetale, scritto e interpretato da Fabio Rovazzi con la regia di Gennaro Nunziante. Nello stesso anno annuncia, prima all'interno delle sue trasmissioni e in seguito in un'intervista rilasciata a TV Talk, il suo ritorno come protagonista della serie La dottoressa Giò con quattro nuovi episodi, le cui riprese si sono svolte durante l'estate 2018. Questa terza stagione va in onda su Canale 5 nella prima serata della domenica ed in seguito in quella del martedì, il 13, 20 e 29 gennaio 2019.
Tra il 2018 e il 2019 riprende inoltre per l'undicesimo anno consecutivo la conduzione di Pomeriggio Cinque, e per il settimo quella di Domenica Live, una nuova trasmissione in prima serata, ispirato ai suoi programmi giornalieri, chiamato Live - Non è la D'Urso, e nella stagione primaverile conduce la sedicesima edizione del Grande Fratello. Tra il 2019 e il 2020 viene confermata alla conduzione della dodicesima edizione di Pomeriggio Cinque, all'ottava di Domenica Live e alla seconda di Live - Non è la D'Urso. Alla fine del 2019 grazie ad un sondaggio del Corriere della Sera, viene eletta come personaggio televisivo italiano più significativo degli anni 2010.
Tra il 2020 e il 2021 viene confermata la tredicesima edizione di Pomeriggio Cinque (ricomincia il 7 settembre), la nona edizione di Domenica Live e la terza edizione di Live - Non è la D'Urso (ricominciano entrambe il 13 settembre); nel 2021 viene annunciata la chiusura del programma Live - Non è la D'Urso, la cui ultima puntata va in onda il 28 marzo 2021. Il 23 maggio seguente va in onda l'ultima puntata di Domenica Live, che non tornerà in onda nella stagione successiva. Tra il 2021 e il 2022 viene confermata la quattordicesima edizione del programma di Pomeriggio Cinque che è iniziata il 6 settembre e che ha visto impegnata la conduttrice anche la stagione televisiva successiva, ossia 2022-2023. Tra marzo e maggio 2022 ha condotto la quinta edizione de La Pupa e il Secchione Show su Italia 1. Nello stesso anno accetta l'incarico di docente di Comunicazione Social e TV, all'Università Luiss "Guido Carli" di Roma nell’ambito dell’Executive Programme in Creatività e gestione dei format televisivi.
A febbraio del 2023 ritorna a teatro dopo quindici anni con la commedia Taxi a due piazze.
Il 1º luglio 2023 viene annunciata la sua rimozione dal programma Pomeriggio Cinque venendo sostituita da Myrta Merlino. Rimasta senza programmi da condurre, lascia Mediaset dopo 20 anni il 31 dicembre 2023, alla scadenza naturale del contratto.
Torna in TV come ospite il 3 marzo 2024 a Domenica in su Rai 1 e il 5 ottobre 2024 come ballerina per una notte a Ballando con le stelle, sempre su Rai 1. Torna nuovamente a Ballando con le stelle nell'autunno successivo, stavolta come concorrente della ventesima edizione.
Nel 2024 vince il Premio Funari - Il Giornalaio dell'anno, premio giornalistico italiano in onore dell'eredità giornalistica di Gianfranco Funari. Il premio si distingue per premiare lo spirito indipendente e la volontà di fare informazione accessibile a tutti.

## Vita privata
Tra il 1976 e il 1980 è stata fidanzata con Memo Remigi. Dalla relazione con il produttore cinematografico Mauro Berardi, durata dal 1982 al 1993, sono nati i suoi due figli. Nel settembre 2002 ha sposato il ballerino Michele Carfora, dal quale si è separata nel 2006 ed ha divorziato nel 2008.
Nel 2022 è diventata nonna. 

## Controversie
- Nel 1995 Barbara D'Urso è stata radiata dall'albo dei giornalisti perché aveva partecipato ad alcune pubblicità per la carta stampata[1][10].
- Il 16 gennaio 2011 Barbara D'Urso, durante la seconda[66][67] (e ultima) puntata del programma di Videonews Stasera che sera! da lei condotto in prima serata su Canale 5, ha intervistato l'attore Francesco Nuti[66][67] visibilmente sofferente: questa intervista a Nuti ha suscitato notevoli critiche[66][67] e ha contribuito alla chiusura del programma che, secondo la critica, ha fatto spettacolo usando la sofferenza dell'artista[66][67].
- A causa di alcune "derive trash"[68] accadute a Domenica Live e così giudicate dal direttore generale dell'informazione Mediaset Mauro Crippa, il vicepresidente di Mediaset Pier Silvio Berlusconi ha ordinato[68] a Barbara D'Urso di evitare di ripetere in futuro tali derive, pena la chiusura immediata del programma[68].
- Il 25 novembre 2014[69] Barbara D'Urso, in qualità di conduttrice di Pomeriggio Cinque e Domenica Live (due programmi giornalistici di Canale 5 prodotti da Videonews), è stata denunciata dal Presidente dell'Ordine dei giornalisti perché «l'esercizio abusivo di una professione va punito» e che «è ora di dire basta alle "soubrette del giornalismo"»; Iacopino infatti sostiene di aver presentato «un esposto rivolto alla Procura della Repubblica, sia di Milano che di Roma, per esercizio abusivo della professione di giornalista.[69][70]

## Filmografia

### Cinema
- Erba selvatica, regia di Gianfranco Campigotto (1982)
- Blues metropolitano, regia di Salvatore Piscicelli (1985)
- Vogliamoci troppo bene, regia di Francesco Salvi (1989)
- Non chiamarmi Omar, regia di Sergio Staino (1992)
- Mollo tutto, regia di José María Sánchez (1995)
- Romanzo di un giovane povero, regia di Ettore Scola (1995)
- Il manoscritto di Van Hecken, regia di Nicola De Rinaldo (1999)
- Tutti gli uomini del deficiente, regia di Paolo Costella (1999)
- Per giusto omicidio, regia di Diego Febbraro (2004)
- Il vegetale, regia di Gennaro Nunziante (2018)
- Genitori vs influencer, regia di Michela Andreozzi (2021)
- Falla girare, regia di Giampaolo Morelli (2022)

### Televisione
- Delitto in via Teulada, regia di Aldo Lado (1979)
- La casa rossa, regia di Luigi Perelli (1981)
- Giorno dopo giorno (1982)
- Skipper, regia di Roberto Malenotti (1984)
- Bony (1992)
- La dottoressa Giò - Una mano da stringere, regia di Filippo De Luigi (1995)
- La dottoressa Giò, regia di Filippo De Luigi e Antonello Grimaldi (1997-1998; 2019)
- Le ragazze di piazza di Spagna, regia di José María Sánchez (1998)
- Via Zanardi, 33, regia di Antonello De Leo e Andrea Serafini (2001)
- Donne di mafia, regia di Giuseppe Ferrara (2001)
- Ugo, regia di Giorgio Bardelli (2002-2003)
- Lo zio d'America, regia di Rossella Izzo (2002)
- Orgoglio, regia di Giorgio Serafini e Vittorio De Sisti (2004)
- Noi, regia di Peter Exacoustos (2004)
- Una donna scomoda, regia di Sergio Martino (2004)
- Rocco, regia di Nicolò Bongiorno (2004)
- Ricomincio da me, regia di Rossella Izzo (2005-2006)

## Teatro
- Appuntamento d'amore, regia di Pino Passalacqua (1993)
- E meno male che c'è Maria, regia Pietro Garinei (1999-2001)
- Lisistrata, di Aristofane, regia di Walter Manfrè (2002)
- La vedova scaltra, di Carlo Goldoni, regia di Walter Manfrè (2007)
- Il letto ovale, di John Chapman e Ray Cooney, regia di Gino Landi (2008)[71]
- Taxi a due piazze, di Ray Cooney, regia di Chiara Noschese (2023- )

## Programmi televisivi
- Annunciatrice di Telemilano 58 (1977-1978)
- Goal (Telemilano 58, 1977-1978)
- Lo sprolippio (Telemilano 58, 1978)
- Un bel giorno c' incontrammo (Telemilano 58, 1978)
- Stryx (Rete 2, 1978)
- Viva Las Vegas (Canale 51, 1979)
- Che combinazione (Rete 2, 1979-1980)
- Domenica in (Rete 1, 1980-1981)
- Un disco per l'estate (Rete 1, 1981)
- Fresco fresco (Rete 1, 1982)
- Italian Dance (Rai 3, 1983)
- Di Gei Musica (Rai 3, 1983, 1987)
- Forte Fortissimo TV Top (Rai 1, 1983-1984)
- Buon Natale a tutto il mondo (Rai 1, 1986)
- Una serata da campioni (Rai 1, 1987)
- La lunga notte di Biancaneve (Rai 1, 1987)
- Speciale da Chianciano (Rai 1, 1987)
- Festival di Castrocaro (Rai 1, 1987)
- Discoinverno (Rai 3, 1987)
- Per amore - Dove porta il sentimento (Odeon TV, 1995)
- Agenzia (Rete 4, 1996)
- Mattina in famiglia (Rai 2, 1996-1997)
- Mezzogiorno in famiglia (Rai 2, 1996-1997)
- Telethon (Rai 2, 1996-1997)
- I fatti vostri - Buon natale in Famiglia (Rai 2, 25 dicembre 1996)
- Festival di Napoli (Rete 4, 1998)
- Cara Giulietta (Rete 4, 1999)
- Grande Fratello (Canale 5, 2003-2004, 2018-2019)
- Premio Bellisario (Rai 2, 2004)
- La fattoria (Canale 5, 2005-2006)
- Trofeo Birra Moretti (Canale 5, 2005-2007)
- Lo show dei record (Canale 5, 2006, 2008-2009)
- Reality Circus (Canale 5, 2006)
- Uno due tre stalla (Canale 5, 2007)
- Mattino Cinque (Canale 5, 2008-2009)
- Fantasia (Canale 5, 2008)
- Pomeriggio Cinque (Canale 5, 2008-2023)
- Domenica Cinque (Canale 5, 2009-2010)
- A gentile richiesta (Canale 5, 2010)
- Capodanno Cinque (Canale 5, 2010-2013)
- Stasera che sera! (Canale 5, 2011)
- Baila! (Canale 5, 2011)
- Domenica Live (Canale 5, 2012-2021)
- Live - Non è la d'Urso (Canale 5, 2019-2021)
- La pupa e il secchione Show (Italia 1, 2022)
- Ballando con le stelle (Rai 1, 2025) - Concorrente

## Spot pubblicitari
- Pavesini (1979-1980)
- Vitaldent (2011 circa)

## Discografia
Singoli
- 1980 – Dolceamaro/Se mi guardi così
- 2019 – Dolceamaro (Cristiano Malgioglio feat. Barbara D'Urso)

## Doppiaggio
- Daisy in Show Dogs - Entriamo in scena

## Editoria

### Libri
- Debole è la carne, Nuova ERI, 1994.
- Più forti di prima. Storie di donne dalla tragedia alla rinascita, Arnoldo Mondadori Editore, 2010.
- Tanto poi esce il sole, Arnoldo Mondadori Editore, 2011.
- Ma credo ancora nell'amore - Sopravvivere alle ferite del cuore, Arnoldo Mondadori Editore, 2012.
- Ecco come faccio, Arnoldo Mondadori Editore, 2013.
- Ti si legge in faccia. I segreti del linguaggio del corpo che ti cambieranno la vita, Arnoldo Mondadori Editore, 2013.
- Se lo desideri accade, Arnoldo Mondadori Editore, 2014.
- Quanti anni mi dai? I miei segreti per essere bella sempre, Arnoldo Mondadori Editore, 2016.

### Magazine
- A giugno 2014 esce in edicola B - Il magazine di Barbara D'Urso, una rivista mensile destinata al pubblico femminile edita da Panini. L'esperienza si conclude dopo appena sei numeri nel mese di dicembre dello stesso anno.[72]